# سفار
مدينة سيفار (بالفرنسية: Sivar) ، يطلق عليها أحيانًا مدينة الأحجار أو مدينة الجن ، أكبر مدينة كهفية في العالم. تقع في قلب سلسلة جبال طاسيلي ناجر، على بعد 2400 كلم جنوب الجزائر العاصمة، بالقرب من الحدود الليبية. هذا الموقع ، ويعد أيضًا أكبر متحف في الهواء الطلق لفن ما قبل التاريخ في العالم، يضم عشرات الآلاف من الرسومات والنقوش واللوحات الصخرية، التي اكتشفها المستكشف الفرنسي وعالم الأنثروبولوجي، هنري لوت في الخمسينيات من القرن الماضي. وهي مصنفة ضمن التراث العالمي للبشرية منذ تصنيف حظيرة الطاسيلي ناجر من طرف اليونيسكو سنة 1982.

## وصف
تقدر مساحتها بـ 89 342 كيلو متراً مربعاً.أي أكبر من مساحة دولة مثل الاردن
يعود تاريخ بعض اللوحات الموجودة بها إلى أكثر من 12000 عام (أو 15 ألف سنة)، والتي تُظهر في الغالب حيوانات ومشاهد صيد أو الحياة اليومية في هذه المدينة القديمة التي يبلغ عدد سكانها عدة آلاف من السكان. توجد أيضًا لوحات استثنائية لاحتفالات غامضة ومخلوقات غامضة ذات أشكال غريبة وظهور كائنات فضائية. أشهرها "الملك العظيم" ، "الرامي الأسود" ، "المريخ" و "الرؤوس المستديرة". 